# Afrikanische Klettermäuse
Die Afrikanischen Klettermäuse oder Aalstrich-Klettermäuse (Dendromus) sind die häufigste und bekannteste Gattung der Baummäuse (Dendromurinae). 
Kennzeichnend ist für die meisten Arten ein einzelner schwarzer Längsstreifen auf dem Rücken; Ausnahme ist hier die Lovat-Klettermaus, die drei Streifen hat. Ansonsten ist das Fell oberseits grau oder braun und unterseits weiß oder gelblich. Die Kopfrumpflänge schwankt zwischen 5 und 10 cm, hinzu kommt ein 7 bis 13 cm langer Schwanz.

## Arten
Die Artenzahl schwankt je nach Lehrmeinung. Während ursprünglich 28 Arten beschrieben wurden, fasste Bohmann diese bereits 1942 zu nur noch vier Arten zusammen. Seitdem wurden von verschiedenen Autoren unterschiedliche Artenlisten präsentiert. In der Mammal Diversity Database der American Society of Mammalogists (2018) und im Handbook of the Mammals of the World (2017) sind gegenwärtig 14 Arten anerkannt, in der IUCN Red List sind es 13 Arten, da dort Dendromus leucostomus mit Dendromus melanotus synonymisiert wurde.
- Untergattung Chortomys
  - Lovat-Klettermaus, Dendromus lovati, Äthiopien
- Untergattung Poemys
  - Nyika-Klettermaus, Dendromus nyikae, Zentral- und Südafrika
  - Graue Klettermaus, Dendromus melanotis, ganz Afrika südlich der Sahara
  - Lachaise-Klettermaus, Dendromus lachaisei, Guinea, Liberia und Elfenbeinküste
- Untergattung Dendromus
  - Kamerun-Klettermaus, Dendromus oreas, Kamerun
  - Brants-Klettermaus, Dendromus mesomelas, östl. und südl. Afrika
  - Kivu-Klettermaus, Dendromus nyasae, Ruwenzori-Gebirge
  - Vernays Klettermaus, Dendromus vernayi, Angola
  - Gebirgsklettermaus, Dendromus insignis, Ostafrika
  - Kastanienbraune Klettermaus Dendromus mystacalis, Ost-, Zentral- und Südafrika
  - Bananen-Klettermaus, Dendromus messorius, West-, Zentral- und Ostafrika
  - Kahuzi-Klettermaus, Dendromus kahuziensis, östliche Demokratische Republik Kongo
  - Rupp-Klettermaus, Dendromus ruppi, südwestlicher Südsudan.

## Lebensweise
Die Klettermäuse sind am ehesten mit der Haselmaus zu vergleichen. Sie bevorzugen die offene Savanne als Habitat, wobei Sträucher und/oder Bäume vorhanden sein müssen. Lediglich die Kastanienbraune Klettermaus bewohnt dichte Wälder. Abweichend ist auch die Lovat-Klettermaus, die keine Neigung zum Klettern zeigt und das Leben am Boden verbringt.
Als nachtaktive Tiere verschlafen Klettermäuse den Tag entweder in unterirdischen Bauen (Untergattungen Chortomys und Poemys) oder in kugelförmigen Nestern aus Pflanzenteilen, die in Sträuchern oder Bäumen angelegt werden (Untergattung Dendromus). Gelegentlich werden auch verlassene Nester von Webervögeln oder Nektarvögeln in Besitz genommen, und die gemeine Aalstrich-Klettermaus baut ihr Nest auch auf Reetdächern oder in Dachrinnen. Nachts bewegen sie sich agil durch das Geäst und suchen nach Samen, Beeren und Insekten und fressen auch Eier aus Vogelnestern.
Während die meisten Arten sehr häufig sind, gilt dies nicht für die Kahuzi-Klettermaus und Vernays Klettermaus. Vernays Klettermaus ist seit ihrer Erstbeschreibung 1937 nicht wieder gesichtet worden, und über den Status dieser Art weiß man überhaupt nichts. Die Kahuzi-Klettermaus ist lediglich von zwei Exemplaren bekannt, die beide vom Mount Kahuzi im Ruwenzori-Gebirge stammen; diese Art wird von der IUCN als vom Aussterben bedroht geführt.